# Trichaphaenops
Trichaphaenops is een geslacht van kevers uit de familie van de loopkevers (Carabidae). De wetenschappelijke naam van het geslacht is voor het eerst geldig gepubliceerd in 1916 door Jeannel.

## Soorten
Het geslacht Trichaphaenops omvat de volgende soorten:
- Trichaphaenops cerdonicus Abeille de Perrin, 1903
- Trichaphaenops crassicollis Jeannel, 1949
- Trichaphaenops gounellei Bedel, 1880
- Trichaphaenops raffaldianus Lemaire, 1981
- Trichaphaenops sollaudi Jeannel, 1916